# Łówkówiec
Łówkówiec – osada leśna w Polsce położony w województwie wielkopolskim, w powiecie krotoszyńskim, w gminie Krotoszyn.
Miejscowość wchodzi w skład sołectwa Jasne Pole.
W latach 1975–1998 miejscowość położona była w województwie kaliskim.
1 stycznia 2023 roku przemianowano Łówkowiec na Łówkówiec oraz zmieniono rodzaj miejscowości z „część wsi Jasne Pole” na „osada leśna”.